# Anti-Nowhere League
The Anti-Nowhere League – brytyjski zespół muzyczny wykonujący punk, założony w 1980 w Londynie. Zadebiutował albumem pt. We Are… The League, który wywołał kontrowersje ze względu na skrajnie nihilistyczną wymowę i perwersyjność tekstów. Kolejnym albumem studyjnym pt. The Perfect Crime (1987) zespół odszedł od brzmień punk rockowych, skupiając się tym razem na nagraniach o odcieniu folklorystycznych.

## Dyskografia
| Albumy studyjne - We Are....The League (1982) - The Perfect Crime (1987) - Scum (1997) - Out of Control (2000) - Kings and Queens (2005) - Road to Rampton (2007) Single/EP-ki - Streets of London (1981) - Anti Nowhere League (1981) - I Hate People (1982) - Woman (1982) - World War III (1982) - For You (1982) - Out On the Wasteland (1984) - Fuck Around the Clock (1989) - Pig Iron (1996) |  | Albumy koncertowe - Live in Yugoslavia (1983) - Long Live the League (1985) - Live and Loud (1989) - Return to Yugoslavia (1998) - Live Animals (2002) Kompilacje - Best Of The Anti-Nowhere League (1992) - Anagram's Punk Collectors Series – Complete singles collection (1995) - Anti Nowhere League – Anthology (1999) - So What? (2000) Tribute albumy - So What! – A tribute to the Anti-Nowhere League (1999) |